# Андерсон Карвальо
А́ндерсон де Карва́льо Са́нтос (порт.-браз. Anderson de Carvalho Santos; 20 мая 1990, Кубатан, Сан-Паулу) — бразильский футболист, опорный полузащитник.

## Карьера

### Клубная
Воспитанник «Сантоса». За основную команду дебютировал 30 января 2011 года в победном матче 5-го тура чемпионата штата Сан-Паулу 2011 против «Сан-Паулу», выйдя на замену на 76-й минуте вместо Родриго Поссебона. В следующем туре во встрече с клубом «Понте-Прета» Андерсон вышел на поле с первых минут и был заменён на 56-й минуте вратарём Владимиром Араужо, так как основной вратарь команды, Рафаэл, был удалён с поля за фол в штрафной площади на игроке «Понте-Прета». В 34-м туре чемпионата Бразилии 2011 в гостевой игре против «Сеары» Андерсон Карвальо впервые отыграл все 90 минут, а «Сантос» победил со счётом 3:2.
В декабре 2011 года вместе с командой отправился на клубный чемпионат мира 2011, проходивший в Японии. «Сантос» дошёл до финала чемпионата, но Андерсон не провёл ни одного матча на турнире.
Во встрече 7-го тура чемпионата штата Сан-Паулу 2012 против клуба «Линенсе» забил свой первый гол за клуб, отличившись на 73-й минуте матча, завершившегося победой «Сантоса» со счётом 4:1.
В начале августа 2012 года был арендован японским клубом «Виссел Кобе» до декабря того же года. Сумма аренды составила 150 тысяч долларов (305 тысяч реалов).
С июня 2017 года участвовал в сборах в составе клуба РФПЛ «Тосно», 1 июля подписал с клубом двухлетний контракт. Единственный официальный матч за клуб провёл 22 июля 2017 года, в гостевом матче 2 тура против «Краснодара» (0:2) выйдя на замену на 65-й минуте.

#### Статистика выступлений
| Клуб              | Сезон             | Соревнования       | Соревнования       | Соревнования       | Соревнования       | Соревнования  | Соревнования  | Соревнования  | Соревнования  | Соревнования           | Соревнования           | Соревнования           | Соревнования           | Соревнования | Соревнования | Соревнования | Соревнования |
| Клуб              | Сезон             | Игры               | Голы               | Предупреждён       | Red card           | Игры          | Голы          | Предупреждён  | Red card      | Игры                   | Голы                   | Предупреждён           | Red card               | Игры         | Голы         | Предупреждён | Red card     |
| Бразилия          | Бразилия          | Чемпионат Бразилии | Чемпионат Бразилии | Чемпионат Бразилии | Чемпионат Бразилии | Лига Паулиста | Лига Паулиста | Лига Паулиста | Лига Паулиста | Клубный чемпионат мира | Клубный чемпионат мира | Клубный чемпионат мира | Клубный чемпионат мира | Итого        | Итого        | Итого        | Итого        |
| ----------------- | ----------------- | ------------------ | ------------------ | ------------------ | ------------------ | ------------- | ------------- | ------------- | ------------- | ---------------------- | ---------------------- | ---------------------- | ---------------------- | ------------ | ------------ | ------------ | ------------ |
| Сантос            | 2011              | 5                  | 0                  | 1                  | 0                  | 2             | 0             | 0             | 0             | 0                      | 0                      | 0                      | 0                      | 7            | 0            | 1            | 0            |
| Сантос            | 2012              | 1                  | 0                  | 1                  | 0                  | 7             | 1             | 3             | 0             | —                      | —                      | —                      | —                      | 8            | 1            | 4            | 0            |
| Всего за «Сантос» | Всего за «Сантос» | 6                  | 0                  | 2                  | 0                  | 9             | 1             | 3             | 0             | 0                      | 0                      | 0                      | 0                      | 15           | 1            | 5            | 0            |
| Япония            | Япония            | Чемпионат Японии   | Чемпионат Японии   | Чемпионат Японии   | Чемпионат Японии   | Кубок лиги    | Кубок лиги    | Кубок лиги    | Кубок лиги    | Кубок Императора       | Кубок Императора       | Кубок Императора       | Кубок Императора       | Итого        | Итого        | Итого        | Итого        |
| → Виссел Кобе     | 2012              | 0                  | 0                  | 0                  | 0                  | 0             | 0             | 0             | 0             | 0                      | 0                      | 0                      | 0                      | 0            | 0            | 0            | 0            |
| Всего за карьеру  | Всего за карьеру  | 6                  | 0                  | 2                  | 0                  | 9             | 1             | 3             | 0             | 0                      | 0                      | 0                      | 0                      | 15           | 1            | 5            | 0            |

## Достижения
«Сантос» (до 20 лет)
- Чемпион штата Сан-Паулу до 20 лет (2): 2007, 2008
- Обладатель Кубка Порту-Сегуру (1): 2008

 «Сантос»
- Чемпион штата Сан-Паулу (1): 2011, 2012
- Финалист клубного чемпионата мира (1): 2011